# Нечто (фильм, 2011)
«Нечто» (англ. The Thing) — научно-фантастический фильм ужасов режиссёра Маттиса ван Хейнигена мл. Является приквелом одноимённой картины 1982 года. Премьера фильма состоялась 13 октября 2011 года.

## Сюжет
В 1982 году палеонтолог Кейт Ллойд (Мэри Элизабет Уинстэд) получает приглашение от доктора Сандера Хэлворсона (Ульрих Томсен) присоединиться с ним и его ассистентом Адамом Финчем (Эрик Кристиан Олсен) к норвежской научно-исследовательской команде, которая обнаружила подо льдами Антарктиды некую «конструкцию», выглядящую как космический корабль. Неподалёку от «конструкции» экспедиция обнаружила тело некоего существа, вмёрзшего в лёд около 100 000 лет назад.
После того, как глыбу льда вместе с телом доставляют на станцию, доктор Сандер решает взять образец ткани существа для изучения, не обращая внимания на протесты Кейт. Позже, когда вся команда празднует, второй пилот Дерек (Адевале Акиннуойе-Агбадже) видит, как «нечто» проламывает глыбу льда и сбегает. Команда делится на группы для поисков. Обнаруживается пропажа аляскинского маламута — в клетке собаки пол залит кровью, а сетка выломана. Два норвежца, Олав (Ян Гуннар Рёйсе) и Хенрик (Джо Адриан Хаавинд), обнаруживают «нечто» под одним из зданий станции. «Нечто» внезапно пронзает грудь Хенрика длинным щупальцем и утаскивает его под здание. На крики Олава, на которого попала кровь пронзённого Хенрика, сбегаются остальные члены команды и, убедившись в том, что «Нечто» невозможно убить огнём из пистолетов, сжигают его.
Во время вскрытия Кейт и Адам замечают, что клетки «нечто» всё ещё живы и, более того, мимикрируют под клетки Хенрика. Тем временем Дерек, пилот Сэм Картер (Джоэл Эдгертон), Григгз (Пол Браунштейн) и плохо чувствующий себя после смерти Хенрика Олав готовятся покинуть станцию на единственном вертолёте, чтобы оказать Олаву медицинскую помощь и привести с собой подмогу из Мак-Мердо. В то время как они собираются взлететь, Кейт обнаруживает на полу ванной комнаты окровавленные зубные коронки и залитую кровью душевую. Испугавшись того, что на вертолёте может быть «нечто»-имитация, она выбегает из станции, отчаянно сигнализируя вертолёту сесть. Когда Картер решает сесть, Григгз трансформируется в «нечто» и убивает Олава, вертолёт уходит в неуправляемое вращение и разбивается в горах неподалёку. Когда Кейт возвращается на станцию, кровь в душевой оказывается кем-то замытой.
В комнате отдыха Кейт излагает свои соображения насчёт природы существа: оно может в совершенстве имитировать любую жизненную форму, даже человека, но не может создавать неорганические объекты, такие как зубные коронки или ортопедические штифты, поэтому при ассимиляции живых существ оно «выплёвывает» неорганику. Большинство членов команды не верит Кейт или считает, что она искусственно нагнетает паранойю. Они решают отправиться в ближайший лагерь за помощью. После того, как все уходят, Джульетт (Ким Баббс) говорит Кейт, что она ей верит, и что она видела, как Колин (Джонатан Ллойд Уокер) выходил из душа с полотенцем. Также она говорит Кейт о том, что знает, где находятся ключи от вездеходов, и предлагает забрать их, чтобы никто не покинул станцию. Однако, когда они приходят в подсобку за ключами, Джульетт трансформируется и пытается поглотить Кейт. Кейт убегает, по пути встречая Карла (Карстен Бьорнлунд), который оказывается на пути «нечто»-Джульетт и погибает. На крики прибегает Ларс (Ёрген Лангхелле) с огнемётом и сжигает «нечто».
После того как команда сжигает снаружи останки Джульетт и Карла, возвращаются Картер и Дерек, замёрзшие и едва живые. Поскольку есть подозрения насчёт того, что они заражены, Кейт решает запереть их до того, как будет готов тест, позволяющий определить заражённость. Адам и Сандер готовят в лаборатории тест с образцами крови, но, как только они оба отлучаются, лабораторию охватывает пожар. В коллективе вспыхивает конфликт между норвежцами и американцами, во время которого Кейт предлагает более простой тест. Она исследует зубы полярников с помощью фонарика — незаражённые люди имеют коронки. Во время теста под подозрением оказываются Адам, доктор Сандер, начальник станции Эдвард (Тронд Эспен Сейм) и Колин — они либо следят за зубами, либо имеют фарфоровые протезы, неотличимые по виду от настоящих зубов. Кейт и члены команды Ларс, Педер (Стиг Хенрик Хофф) и Йонас (Кристофер Хивью) исключаются тестом, поскольку все имеют металлические коронки. Кейт отправляет Ларса и Йонаса за Картером и Дереком, дабы проверить и их, но, прибыв на место, норвежцы обнаруживают дыру в полу сарая. Когда вооруженный огнемётом Ларс заходит в соседнее здание, его хватают и утаскивают внутрь. Йонас в панике возвращается и уговаривает Педера вернуться за Ларсом, но Кейт требует держать под прицелом подозреваемых.
Во время спора в здание вламываются Картер и Дерек, вооруженные огнемётом Ларса и пистолетом. Эдвард убеждает Педера в том, что американцы убили Ларса и являются заражёнными. Когда Педер вскидывает огнемёт, Дерек убивает его выстрелом в голову из пистолета, тем самым повреждая бак огнемёта. Огнемёт взрывается, оглушая Эдварда. Когда Эдварда приносят в комнату отдыха, он трансформируется в «нечто» и убивает Йонаса отделившейся рукой, смертельно ранит Дерека и Адама щупальцем. Сандер и Колин убегают. Кейт и Картер пытаются уничтожить ассимилирующего Адама Эдварда, но огнемёт работает с перебоями и «сплавленное» из двух людей существо сбегает. Дерек умирает от пневмоторакса, и Кейт сжигает его и ассимилированного рукой Эдварда Йонаса. Картер и Кейт отправляются на поиски «нечто» и сжигают его вторую отделившуюся руку. Двуликое «нечто» тем временем нападает на Сандера, после чего загоняет Картера на кухню и пытается ассимилировать его, но попадает под струю пламени из огнемёта Кейт, выбегает за пределы здания и погибает.
Кейт и Картер замечают, как Сандер-«нечто» угоняет один из вездеходов и пускаются за ним в погоню. Они прибывают на место крушения инопланетного корабля, который готовится к запуску. Кейт оказывается одна и встречает Сандера-«нечто», который гонится за ней и даже хватает её, но Кейт уничтожает его гранатой из ящика, который тайно показал ей ранее Ларс. Кейт и появившийся перед взрывом «нечто» Картер возвращаются к вездеходу, где Картер, сняв огнемёт и забравшись в кабину, предлагает Кейт направиться к русской станции. Однако Кейт замечает, что у Картера нет серьги в левом ухе. Несмотря на его оправдания, Кейт сжигает его заживо вместе с вездеходом, из которого слабо слышится визг «нечто». Кейт медленно забирается в оставшийся вездеход и безмолвно смотрит в пространство.
На следующее утро на втором вертолёте прибывает ещё один пилот Матиас (Оле Мартин Он Нильсен), который обнаруживает, что станция сожжена и полуразрушена. В радиорубке на кресле застыло тело Колина, распоровшего себе горло и запястья опасной бритвой. Из окна одного из зданий в сторону Матиаса раздаётся выстрел Ларса, который пережил нападение Картера и Дерека. Выживший полярник в бешенстве заставляет Матиаса открыть рот и исследует его зубы. В этот момент из станции выбегает собака-«нечто» и пускается прочь. Ларс стреляет в неё, но промахивается. Приказав Матиасу заводить вертолёт, Ларс пускается за псом в погоню — открывающей сцене оригинального фильма 1982 года.

## В ролях
- Мэри Элизабет Уинстэд — Кейт Ллойд. Палеонтолог.
- Джоэл Эдгертон — Сэм Картер. Американский пилот, ветеран Вьетнамской войны.
- Ульрих Томсен — доктор Сандер Хэлворсон. Старший врач станции «Туле».
- Эрик Кристиан Олсен — Адам Финч. Ассистент доктора Сандера.
- Адевале Акиннуойе-Агбадже — Дерек Джеймесон. Лучший друг Картера, второй пилот, также ветеран войны.
- Пол Браунштейн — Григгз. Второй пилот американской службы снабжения.
- Тронд Эспен Сейм — Эдвард Волнер. Начальник станции «Туле», старший геолог.
- Ким Баббс — Джульетт. Француженка — геолог.
- Йорген Лангхелле — Ларс. Кинолог станции, бывший солдат.
- Ян Гуннар Рёйсе — Олав. Акустик , специалист по эхо- и геолокации.
- Стиг Хенрик Хофф — Педер. «Правая рука» Эдварда.
- Кристофер Хивью — Йонас. Гляциолог.
- Ю Адриан Хаавинд — Хенрик.
- Карстен Бьорнлунд — Карл. Геолог.
- Джонатан Ллойд Уокер — Колин. Англичанин-радист.
- Оле Мартин Он Нильсен — Матиас. Пилот вертолёта.
- Майкл Браун — Хенк. Охранник в лаборатории Кейт.

## Критика
Фильм получил неоднозначные отзывы кинокритиков. На Rotten Tomatoes у фильма 34 % положительных рецензий из 171. На Metacritic — 49 баллов из 100 на основе 31 обзора.
- Майкл Филиппс из Chicago Tribune поставил фильму оценку в 75 баллов из 100, отметив уважение приквела к оригиналу[5].
- Питер Мартин в своей рецензии раскритиковал отход от серьёзности повествования первого фильма, поскольку по его мнению фильм получился менее серьёзным и мрачным, но более ориентированным на экшен и в фильм добавлен неуместный юмор (имеется в виду пошлый анекдот, рассказанный в начале картины одним персонажем другому, — по мнению критика, он сбивает зрителя с толку и настраивает на игривое отношение к фильму). Всё это, по его словам, никак не создаёт нужную атмосферу, что только ещё более ухудшается музыкой Марка Белтрами и не слишком удачной игрой актёров[6].
- Роджер Эберт оценил фильм на 2,5 звезды из 4-х[7]. На столько же баллов он оценил и одноимённую картину 1982 года[8].

## Саундтрек
Саундтрек был выпущен 11 октября 2011 года под лейблом Varese Sarabande. Композитором является Марко Белтрами.

### Список композиций
1. «God’s Country Music» — 1:27
2. «Road to Antarctica» — 2:41
3. «Into the Cave» — 0:39
4. «Eye of the Survivor» — 2:25
5. «Meet and Greet» — 2:55
6. «Autopsy» — 3:08
7. «Cellular Activity» — 1:38
8. «Finding Filling» — 3:25
9. «Well Done» — 1:32
10. «Female Persuasion» — 4:51
11. «Survivors» — 3:28
12. «Open Your Mouth» — 4:20
13. «Antarctic Standoff» — 3:28
14. «Meating of the Minds» — 4:28
15. «Sander Sucks at Hiding» — 2:22
16. «Can’t Stand the Heat» — 2:10
17. «Following Sander’s Lead» — 2:39
18. «In the Ship» — 2:39
19. «Sander Bucks» — 0:45
20. «The End» — 2:33
21. «How Did You Know?» — 2:29
22. Saliva-After

## Награды и номинации
| Год  | Награда | Категория           | Соискатель                     | Результат | Источник. |
| ---- | ------- | ------------------- | ------------------------------ | --------- | --------- |
| 2012 | Сатурн  | Лучший фильм ужасов | Нечто                          | Номинация | [ 10 ]    |
| 2012 | Сатурн  | Лучший грим         | Том Вудрафф мл. и Алек Джиллис | Номинация | [ 10 ]    |